# Utility fog

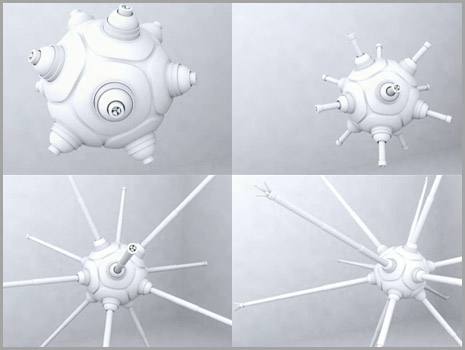
Visualisering av "foglet" med armarna indragna och förlängt

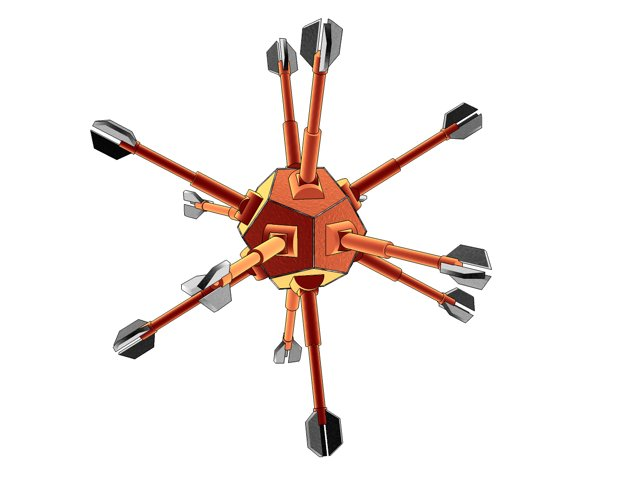
Diagram av en 100-mikrometer "foglet"

Utility fog myntades av Dr. John Storrs Hall år 1993 och är en hypotetisk samling små robotar som kan replikera en fysisk struktur. Det är en form av självkorrigerande modulär robotteknik.